# Tomás Várnagy
Tomás Várnagy (Buenos Aires, 25 de septiembre de 1950-Buenos Aires, 4 de junio de 2022) fue un cientista social y filósofo argentino, profesor de la Universidad de Buenos Aires (UBA). Tras completar sus estudios secundarios en Estados Unidos, estudió el profesorado universitario de Filosofía en la UBA, y fue magíster en Sociología del Este de Europa (Academia de Ciencias de la República Checa y Universidad Nacional de Lomas de Zamora) y doctor en Ciencias Sociales (UBA). Poseyó además un diploma superior en Ciencias Sociales con mención en Ciencia Política de la Facultad Latinoamericana de Ciencias Sociales (FLACSO).

## Trayectoria académica
Entre 2002 y 2004 fue director electo de la carrera de Ciencia Política de la Facultad de Ciencias Sociales de la Universidad de Buenos Aires, donde fue profesor titular de la asignatura Teoría Política y Social II y adjunto de Teoría Política y Social I. También fue titular de Filosofía del Derecho en la Universidad Nacional de La Matanza (UNLaM). Anteriormente, fue durante 19 años profesor de los seminarios Transición del estalinismo al pluralismo en Europa central y El modelo soviético y su aplicación en Europa central de la carrera de Ciencia Política de la UBA. Ha sido investigador, codirector y director de proyectos de investigación UBACyT y en la UNLaM sobre comunismo, Unión Soviética, Europa central y oriental, operaciones de paz de las Naciones Unidas, el conflicto de Kosovo y humor político, entre otros.
Entre 2005 y 2008 fue director por concurso de la Maestría en Defensa Nacional de la ex Escuela de Defensa Nacional (actual Universidad de la Defensa Nacional), cargo que volvió a ocupar entre 2014 y 2015. En la Escuela de Defensa Nacional dictó por 16 años la asignatura Política. Entre 2015 y 2016 se desempeñó como decano organizador de la recientemente creada Facultad de la Defensa Nacional, a la que continuó vinculado como coordinador del Observatorio de la Defensa hasta 2018. Várnagy fue además, desde 2007, miembro académico de la Academia de Defensa de Canadá para el dictado de seminarios sobre operaciones de paz de las Naciones Unidas, cursos que también dictó con el Pearson Peacekeeping Centre (Canadá) entre 2006 y su cierre en 2012. Ha sido docente de maestrías y doctorados en diferentes universidades nacionales argentinas.
Fuera de la Argentina, dictó cursos y conferencias en Ankara, Asunción, Bogotá, Budapest, Cobán (Guatemala), Cochabamba, Las Palmas de Gran Canaria, Lima, Liubliana, Melbourne, Montevideo, Peć (Kosovo), Río de Janeiro, Nueva York, Santiago de Compostela, Santiago de Chile, Washington y Yakarta.

## Publicaciones
Várnagy fue autor de numerosos capítulos, y de artículos académicos y periodísticos en español, inglés y húngaro. Además, fue autor o compilador de los siguientes libros:
- Fortuna y virtud en la república democrática. Ensayos sobre Maquiavelo (Buenos Aires, CLACSO/EUDEBA, 2000). ISBN 950-9231-54-1
- Operaciones de paz de Naciones Unidas (Buenos Aires, EDENA, 2011) ISBN 978-987-9313-28-2
- Filosofía política y derecho (San Justo, UNLaM, 2011). ISBN 978-987-1635-21-4
- Pensar la política desde los clásicos (Buenos Aires, EDENA, 2011). ISBN 978-987-9313-27-5
- Nostalgias del Este. Ensayos centroeuropeos (San Justo, Prometeo/UNLaM, 2011). ISBN 978-987-1635-25-2
- Pensar la política desde los clásicos II (Buenos Aires, Facultad de Ciencias Sociales-UBA, 2012). ISBN 978-950-29-1391-9
- Caricaturas, afiches y humor político (Saarbrücken, Lapambert/Editorial Académica Española, 2011). ISBN 978-365-90063-4-0
- El Cono Sur en Haití; presente y futuro de la MINUSTAH (Buenos Aires, Ministerio de Defensa, 2012). ISBN 978-987-26552-4-2
- Democracia y control (Buenos Aires, Asociación del Personal de los Organismos de Control, 2014). ISBN 978-987-23331-9-5
- Pensar la política desde Maquiavelo (con Miguel Ángel Rossi; Buenos Aires, SAAP, 2015). ISBN 978-987-1294-50-3
- "Proletarios de todos los países... ¡perdonadnos!": O sobre el humor político clandestino en los regímenes de tipo soviético y el papel deslegitimador del chiste en Europa central y oriental (1917-1991) (Buenos Aires, EUDEBA, 2016 y Madrid, Clave Intelectual, 2016). ISBN 978-950-23253-2-3 ISBN 978-84-943433-6-0
- Antígona (y Madres de Plaza de Mayo) (San Justo, UNLaM, 2018). ISBN 978-987-4417-28-2